# MCU 아이언맨의 아머 목록
MCU 아이언맨의 아머는 마블 시네마틱 유니버스의 캐릭터 아이언맨이 전투시 사용하는 슈트이다.

## 종류

### Mk1
토니가 잡혀있을 때 동굴에서 만든 최초의 슈트로 미사일의 부품과 겉면으로 만들어서 매우 크고 투박하다. 화염방사기, 미사일을 쏠 수 있으나, 비행 후 땅에 곤두박질치고 산산 조각이 되어, 오베디아가 Mk1의 설계도로 아이언 몽거를 제작했다.

### Mk2
말리부 맨션으로 돌아온 후 최초로 만든 은색 슈트. 흔히 생각하는 아이언맨 슈트 디자인의 시초이다. Mk1에 비해 날렵해졌다. 인공지능 서비스인 자비스가 보조해 주며 리펄서를 장착한 최초의 슈트지만 일정 고도 이상 올라가면 빙결이 일어나 추락한다. 이 아머는 로디로 인해 Mk2가 아닌, 워머신이라는 슈트가 되었다.

### Mk3
Mk2의 빙결 문제를 해결하려고 골드 티타늄 합금으로 만들고 붉은색을 도색한 슈트. 최초로 레드 골드 조합을 사용한 슈트이다. 호 잉센의 고향에 있는 테러리스트들을 물리치기 위해 사용했다. 리펄서 빔과 미사일을 최초로 사용한 슈트로 탱크의 포탄에 맞고도 큰 손상이 없었다. 이후 아이언 몽거와 싸우다 걸레짝이 되어 장식품 신세가 되었다.

### Mk4
Mk3의 에너지 문제로 슈트 외부에 아크 리액터 1개를 더 부착하였다. 성인용 기저귀 기능이 추가되었다.

### Mk5
물고기 비늘처럼 생긴 이 슈트는 최초로 휴대가 가능한 슈트이다. 가방 형태로 있다가 슈트로 변한다. 다만 휴대를 위해 다른 건 모두 포기한 수준이다. 이반 반코와의 전투에서 사용했으나 거의 부서졌으며, 이후 계속 방어만 하다 걸레짝 신세가 되어버린다. 비행 기능도 없고 리펄서 말고는 공격장치가 없다.

### Mk6
팔라듐 중독 문제로 배드에슘이라는 물질로 리액터를 만들고 흉부의 리액터가 역삼각형 모양으로 바뀐 슈트. 출력이 엄청나게 상승했으며 레이저 커터를 최초로 선보였다. 토르의 번개로 전력 400퍼센트가 되어 유니빔과 리펄서빔을 동시에 사용해 토르를 날려버렸다. 어벤져스에서 헬리캐리어의 고장난 터빈을 돌리다 걸레가 되었고 이후 장식장에 장식되었다.

### Mk7
흉부의 아크 리액터가 다시 원으로 돌아온 슈트. 스타크 타워에서 떨어지는 토니의 신호로 센서를 감지해 전신에 착용되었다. 다량의 마이크로 미사일과 충전식으로 바뀐 레이저 커터가 추가되었다.

### Mk8
Mk7의 업그레이드 버전이다. 아예 영화에 등장하지 않았다.

### Mk9
비행 기능 업그레이드 슈트. 익스트리믹스트 바이러스를 투여받은 페퍼 포츠를 공격하다 페퍼에 의해 몸의 흉부가 뚫리고 팔이 뜯긴다. 페퍼는 이 팔에 있던 미사일과 리펄서로 킬리언을 끝장낸다.

### Mk10
안정성을 위해 발바닥의 면적을 늘렸다. 흉부에 아크 리액터 밑에 좌우로 광원이 있지만 아크 리액터인지는 알 수 없다. 마크 19 타이거와 디자인을 공유하나, 도색이 다르다.

### Mk11
스텔스 슈트 프로토타입.

### Mk12
마크 8의 업그레이드 버전.

### Mk13
고속 슈트 프로토타입.

### Mk14
경량 슈트 프로토타입.

### Mk15 스니키
스텔스 슈트. 최초로 코드네임이 생긴 슈트이다. 아이언맨3에서 떨어지던 토니가 타다가 곤두박질치고 그대로 부숴졌다.

### Mk16 나이트클럽
블랙 스텔스 슈트. 아이언맨3에서는 붉은색으로 등장하였지만 블랙 색상으로 색을 바꿀 수 있다. 킬리언과 육탄전을 벌이다 가슴이 뚫렸다.

### Mk17 하트브레이커
대화력전 슈트. 아크 원자로를 강화시킨 슈트이다. 아크 리액터 크기가 매우 크다. 슈트 없는 로디를 안아서 올려주었다.

### Mk18 카사노바
스텔스 대화력전 슈트.

### Mk19 타이거
초고속 슈트 프로토타입.

### Mk20 피스톤
장거리 슈트.

### Mk21 마이다스
고지대 전용 초고도 슈트. Mk3에 빨간색을 도색하기 전처럼 온통 금색이다. 그리스 신화 중 손에 닿으면 뭐든지 금이 되는 왕 '마이다스'의 이름을 이용하였다.

### Mk22 핫로드
워머신 Mk2 프로토타입. 아이언맨 3 후반 토니가 자비스에게 슈트 하나만 달라고 하자 날아온 슈트이나 착용하기도 전에 날아온 물체에 맞아 파괴되었다. 다리의 불처럼 생긴 무늬가 특징.

### Mk23 쉐이즈
극열 슈트. 익스트리미스트 병사의 고열을 견뎌낼 수 있었는지는 확실하지 않다. 마크 40 샷건과 디자인을 공유하지만 약간 푸른색 계열의 색과 은색으로 도색된 샷건과 다르게 밀리터리 색상의 도색을 갖고 있다. 확실하진 않으나,영화에서 이 슈트로 보이는 슈트가 확인되었다.

### Mk24 탱크
중전투 슈트. 마크 28 잭과 디자인을 공유하나, 도색이 다르다.

### Mk25 썸퍼/스트라이커
중건설 슈트. 양 팔에 달린 드릴로 철판 바닥을 찍어내린 뒤  그로 인해 날아올랐다 떨어지는 적 두명을 드릴로 찍어 날려버리는 멋진 모습을 보여주었다.

### Mk26 감마
썸퍼 업그레이드 슈트. 방사선 환경에서 활동할 수 있다.

### Mk27 디스코
카멜레온 슈트. 영화에서 짧게나마 앞모습이 나왔다. 그리고 디자인이 가장 특이한 슈트다

### MK28 잭
방사선 구역 전용 슈트. 마크 24 탱크와 디자인을 공유하나, 도색이 다르다.

### Mk29 피들러
경건설 슈트. 스트라이커와 감마의 굴삭기 팔이 한쪽 팔에만 달려있다.

### Mk30 블루 스틸
강화 에너지 슈트 프로토타입. 아크 리액터가 Mk50과 매우 비슷하게 생겼다. 마크 33 실버 센츄리온과 디자인을 공유하나 도색이 다르다.

### Mk31 피스톤
초고속 센츄리온 슈트. 아이언맨3에서
교회로 데려가라(해치워라)는 토니의 명령에 따라 익스트리믹스트 병사들 사이로 가장 먼저 뛰어들었으나 한쪽 팔과 머리가 뜯기고 날아서 도망쳤다.

### Mk32 로미오
강화 리펄서 슈트.

### Mk33 실버 센츄리온
강화 에너지 슈트. 킬리언의 팔을 잘랐다. 유일하게 앞면이 열리면서 착용된다. 블루 스틸의 붉은색 버전이다.

### Mk34 사우스포
재난 구조용 슈트 프로토타입.

### Mk35 레드 스내퍼
재난 구조용 슈트이다. 양팔이 모두 길다. 팔이 길어 구조상 등에 들러붙은 익스트리미스트 병사들을 떼어내지 못해 하트브레이커의 도움을 받았으나 결국 파괴되었다.

### Mk36 피스메이커
폭동 진압용 슈트. 음파 리펄서가 있다. 영화에서 짧게나마 뒷모습이 확인되었다.

### Mk37 해머헤드
심해용 슈트. 토니의 명령에 가장 먼저 반응한 슈트이다.심해에서 활동할 수 있게 설계되어 전투에 매우 부적절한 슈트이다.

### Mk38 이고르
중화물 슈트. 아이언맨3에서 무너지던 항구의 균형을 버티는 엄청난 힘을 보여주었다. 컨셉 아트에서는 본래의 레드와 골드 조합이었으나 헐크버스터로 오해하는 사람이 하도 많아서 색상이 푸른색과 은색으로 변경되었다.

### Mk39 스타부스트/제미니
준궤도용 슈트. 성층권까지 올라갈 수 있다. 화이트 골드 조합을 사용하였다. 익스트리미스트 병사들과 싸우는 모습이 나왔는데, Mk 37이 이 슈트를 돕기 위해 날아가다 이 슈트와 익스트리미스트 병사들이 싸우다 날아간 파편에 머리를 맞았다.

### Mk40 샷건
초고속 슈트. 최고 속도 마하5. 리펄서 속도가 매우 빠르다. 킬리언과 싸웠던 슈트 중 그나마 잘 버텼으나 팔다리가 잘리고 반토막이 난다. 마크 16이 파괴된 뒤 바로 갈아입었던 슈트다.

### Mk41 본즈
자율 추진 슈트 프로토타입. 검은색과 금색 계열로 각 파츠가 따로 날아다니는 능력으로 익스트리미스 능력자 5명을 순식간에 때려눕혔다.

### Mk42
자율 추진 부착 슈트. 아이언맨 3의 메인 슈트이다. 원격조종이 가능하며 토니가 타지 않았을 때 내구도로 인해 트럭에 의해 산산조각났다. 금색이 원래 아이언맨 슈트에 들어가던 금색이 아닌 약간 아이보리색 계열의 노란색이다. 토니는 이 슈트를 집 나갔던 아들이라 부른다.로다주가 제일좋아하는 슈트라고한다.

### Mk43
자율 추진 부착 슈트 완성형. Mk40 샷건처럼 리펄서가 매우 빠르다. 자비스가 비전으로 재탄생하며 퇴장했다. 헐크버스터를 장착하기 위해 필요하다. 센트리 모드가 추가되었다.

### Mk44 헐크버스터
헐크의 폭주를 막기위해 토니와 배너가 만들었다.기존의 원거리만 선호하던 아이언맨이라면 헐크버스터는 근접전 위주의 무기가달려있다. 팀원들이 모두 리타이어 되었을때, 헐크가 이성을 잃고 폭주하여 '베로니카'라는 인공위성으로부터 파츠를 받아 착용한다. 주로 헐크를 잠재울 가스와 리펄서 등이 있고 대부분 근접무기를 장착했다. 헐크를 가둘 감옥도 있다. 또한 아크 리액터가 10개 이상 장착되어 있고 인공위성 '베로니카'에서 부품을 가져와 손상부위를 복구했다.날수 있으며 사람이 탑승하는 것이 아니라 마크 43 위에 추가파츠를 붙여서 쓴다

### Mk45
몸이 근육질로 변하였고 새 인공지능 F.R.I.D.A.Y가 보조한다. 매우 번쩍거리는 외형이 특징이며, 비전과 토르와의 협공으로 울트론의 표면을 녹였고, 토르의 번개와 유니 빔으로 소코비아를 폭파하였다.

### Mk46
캡틴 아메리카: 시빌 워에서 등장하였고 예고편 공개 당시 블리딩 엣지 슈트로 오해받았다. 슈트 외부의 소형 카메라로 호크아이의 분열 화살을 모두 감지해 리펄서로 맞추었고 캡틴 아메리카에게 맞다가 전투 패턴 감지로 역공을 취했다. 또 핼리콥터에서 전용 겐트리로 순식간에 입었고 족쇄 등의 비살상 무기도 있다.

### Mk47
Mk46의 복부에서 허벅지까지 은색으로 도색되어 있다. 스파이더맨: 홈커밍에서 등장하였고 원격 조종 기능이 Wi-Fi만 있으면 어디든지 가능하게 되어 인도에서 물에 빠진 피터를 구했다.

### Mk48
헐크버스터 Mk2, Mk44와는 다르게 슈트착용 없이도 탑승이 가능해졌다. 어벤져스: 인피니티 워에서 헐크로 변하지 않는 배너가 탑승하였으나, 컬 옵시디언의 물량공세를 버티지 못하고 심하게 손상되었다.

### Mk49 레스큐 슈트
페퍼를 위해 토니가 결혼기념일에 만들어준 슈트. 블루 실버 조합이고 매우 슬림하다. 등에 달린 보조 리펄서로 평소엔 비행 보조를 받고, 전투시엔 공격용으로 사용한다. 착용자가 토니가 아닌 슈트 중 유일하게 공식 넘버링에 추가된다.

### Mk50 블리딩 엣지
나노입자를 사용한 최초의 슈트로 토니가 원하는 모든것을 만들어낼 수 있다. 타이탄 행성에서 나노방패, 핸드 블레이드, 단검, 메가 리펄서, 리펄서 윙 등 다양한 기능으로 타노스를 공격했으나 피 한 방울로 그쳤다.
여분의 나노입자가 남아있는 한 다시 복구가 가능하다. 하지만 결국 슈트의 반 이상이 파괴된다.

### Mk85
아이언맨 슈트 최초로 인피니티 스톤을 컨트롤 할 수 있다. 코믹스 아이언맨의 디자인을 사용했으며 Mk50에서 팔과허벅지가 금색으로 바뀌고 금색이 추가되고 복부와가슴도 약간변형, 달라진 점은 나노입자를 많이 소비했던 나노 쉴드가 아닌 에너지 쉴드로 바뀌고 나노입자의 용량이 증가한 것, 그리고 일회용 건틀렛이다. 이 슈트로 핑거스냅을 한 후에 토니 스타크는 세상을 떠났다.

### 아이언맨 군단
자비스가 관리했던 무인 슈트들이다. 에이지 오브 울트론 때 등장하였고 울트론이 자비스를 파괴하고 자신의 육체로 사용했다. 울트론이 어벤져스 타워에서 멤버들을 공격할 때 사용했다. 사람이 탈 수 없는 슈트이다.
울트론은 후에 이 슈트들을 울트론 센트리로 마개조하는데, 울트론 센트리는 영화에서 모두 파괴되었으므로 사실상 모두 파괴되었다.

## 아머들의 기능

### 아크 리액터
토니의 심장으로 조여들어오는 파편을 막는 역할이다. 아이언맨2부터는 배드애슘을 이용한 리액터로 바뀌었다. 아이언맨3에서 파편을 제거해 몸에 부착하는 형태가 되었다. 아이언 몽거와의 전투 이후 에너지 부족을 느낀 토니는 Mk4부터 슈트 바깥에 아크 리액터를 하나 더 부착한다. 아크 리액터로 유니 빔이라는 에너지 블라스트를 쏠 수 있으며, 이 유니 빔은 사실상 아이언맨 최강의 기술이라 보아도 무방하다. 위력이 엄청나서 윈터 솔져의 강철 팔을 녹였고 또 웬만해서는 타격을 입지 않는 토르를 멀리 날려버린 적도 있다. 에너지를 너무 많이 쓰는게 단점이다.

### 리펄서
원래 비행 수평장치로 개발되었으나 공격성능이 존재하여 Mk3부터 공격용 무기로 장착한 기능. 아이언맨의 주력 무장이다. 캡틴 아메리카: 윈터 솔져에서 핼리캐리어에도 장착하였다. 빔으로 발사가 가능하고 끊어 쏠 수도 있다.

### 미사일
아이언맨에서 탱크를 폭파시킨 미사일. 파괴력이 강하고 사거리도 길다. 어벤져스에선 쓰러지는 레비아탄을 옆으로 쓰려트렸고, 캡틴 아메리카: 시빌 워에서 나가는 뚜껑을 맞춰 버키 반즈의 탈출을 저지했다. 손목에서 저장되어 있다가 손목에서 발사된다. 단발로 쏜다.

### 마이크로 미사일
한발당 피해량은 약하지만, 여러발을 발사해 위력을 최대치로 높이는 미사일이다. 어벤져스에서 치타우리 부족이 포탈을 타고 들어올때 사용했다. 마크 7의 경우에는 어깨에서 발사하며 허벅지에 추가 탄창이 있다.

### 레이저 커터
붉은 레이저를 발사해 사물을 절삭한다. 절삭력이 뛰어나고, 1회용이였지만 충전식으로 바꾼다. 아이언맨 1편을 제외한 거의 모든 아이언맨 출연 영화에서 사용했다.

### 원격 조종
슈트를 원격 조종 한다. 이 기술로 아이언맨3에서 비행기 승무원 전부를 구했고, 스파이더맨: 홈커밍에서는 와이파이만 있으면 어디서든 조종할 수 있게 된 Mk47로 인도에서 피터를 구했다.

### 전투 패턴 분석
전신의 카메라로 상대의 전투 패턴을 분석해 역공을 취한다.이기술로 시빌워때 캡틴아메리카의 전투패턴을 분석해 역공을취했다.Mk46으로 한 번 사용했으나, Mk47, Mk49, Mk50, Mk85에도 카메라로 보이는 파란 점이 있는 것으로 보아, 이후에 만들어진 슈트 대부분이 사용 가능한 것으로 보인다.

### 화염 방사기
Mk1에만 달려있다. 팔에 달려있는 화염 방사기로 적을 쓸어버린다. 연료가 떨어질 때까지 쏠 수 있으나 연료가 떨어지면 사용할 수 없다.

### 아이언 건틀렛
캡틴 아메리카: 시빌 워에서 버키 반즈의 탈출을 저지하기 위해 사용했다. 시계에서 아이언맨의 손과 비슷한 모양이 되지만 음파 발사기, 섬광탄등의 기능밖에 없다. 영화에서 토니는 슈트를 가져오지 않은 상태에서 버키를 상대해야 했는데, 그때 이 아이언 건틀렛을 전개해 음파공격을 가한다. 다만 버키는 이 공격에 별다른 타격을 입지 않았고, 권총을 쏘려 했다. 하지만 토니는 아이언 건틀렛으로 총구를 막아 총알을 방어해낸 뒤 호신술로 버키의 권총을 분해하고 반격을 가했으나 결국 버키에게 저지당한다.

### 나노 입자
Mk50과 Mk85에 적용되어 있다. 손상 부위를 나노 입자가 커버하며 토니의 마음대로 공격을 구사해 낼 수 있다. 나노 입자만 있으면 바로바로 수리가 가능하다는 점 때문에 토니는 항상 슈트에 거의 슈트 하나 분량의 넉넉한 입자를 챙겨 다닌다. 그래도 한계는 있는지라 떨어질 때가 있는데, 이때는 다른 부위에서 중요한 부위로 나노 입자를 끌어와 보충할수도 있다. 어벤져스: 인피니티 워에서 토니가 이 기술로 타이탄에서 타노스에 맞서 마지막 발악을 했다. 그러나 나노 입자가 떨어지면 구사할 수 없다.

### 인피니티 건틀렛
Mk85에만 장착되어 있는 건틀렛이다. 어벤져스: 엔드게임에서 타노스와 그의 군대를 소멸시키는 것에 사용했다. 대신, 토니는 죽는다.